# Saint-Cyr-du-Doret
Saint-Cyr-du-Doret ist eine französische Gemeinde mit 683 Einwohnern (Stand: 1. Januar 2022) im Département Charente-Maritime in der Region Nouvelle-Aquitaine; sie gehört zum Arrondissement La Rochelle und zum Kanton Marans. Die Einwohner werden Saint-Cyriens genannt.

## Geographie
Saint-Cyr-du-Doret liegt etwa 29 Kilometer ostnordöstlich von La Rochelle. Der Sèvre Niortaise begrenzt die Gemeinde im Norden. Das Gemeindegebiet gehört zum Regionalen Naturpark Marais Poitevin. Umgeben wird Saint-Cyr-du-Doret von den Nachbargemeinden Taugon im Nordwesten und Norden, La Ronde im Norden und Nordosten, Courçon im Osten und Süden, Ferrières im Südwesten sowie Saint-Jean-de-Liversay im Westen.

## Bevölkerungsentwicklung
| 1962                       | 1968 | 1975 | 1982 | 1990 | 1999 | 2006 | 2019 |
| 392                        | 377  | 345  | 283  | 340  | 365  | 526  | 678  |
| Quellen: Cassini und INSEE |      |      |      |      |      |      |      |

## Sehenswürdigkeiten

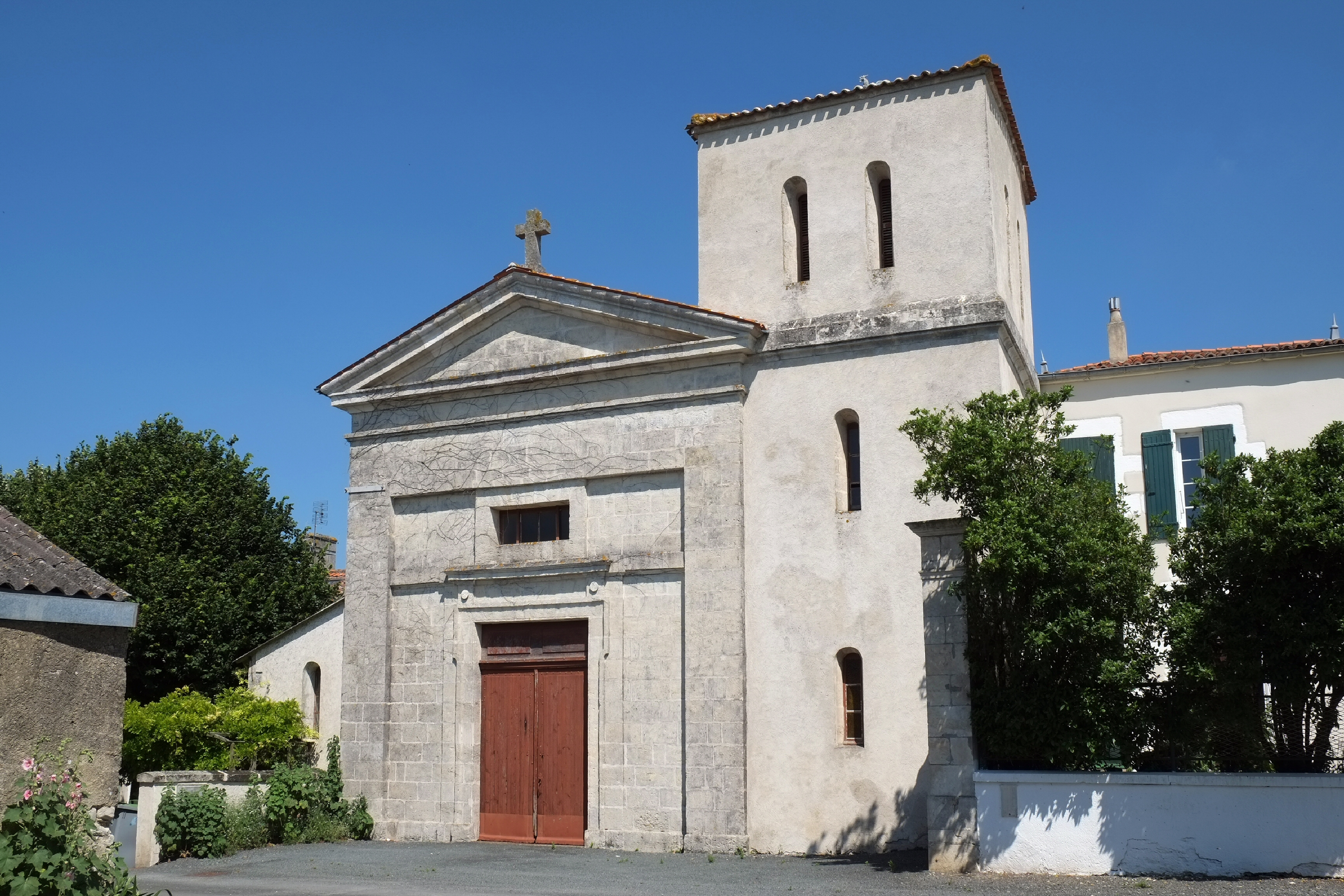
Kirche Saint-Cyriaque

- Kirche Saint-Cyriaque